# Tartakower-Verteidigung
|   | a | b | c | d | e | f | g | h |   |
| 8 |   |   |   |   |   |   |   |   | 8 |
| 7 |   |   |   |   |   |   |   |   | 7 |
| 6 |   |   |   |   |   |   |   |   | 6 |
| 5 |   |   |   |   |   |   |   |   | 5 |
| 4 |   |   |   |   |   |   |   |   | 4 |
| 3 |   |   |   |   |   |   |   |   | 3 |
| 2 |   |   |   |   |   |   |   |   | 2 |
| 1 |   |   |   |   |   |   |   |   | 1 |
|   | a | b | c | d | e | f | g | h |   |

Die Tartakower-Verteidigung nach 7. … b7–b6
Bei der Tartakower-Verteidigung handelt es sich um eine Eröffnungsvariante im Schach, die zum Damengambit und folglich zu den Geschlossenen Spielen zählt.
Sie entwickelt sich aus dem Abgelehnten Damengambit und ist nach dem polnischen Großmeister Savielly Tartakower benannt. In der Eröffnungssystematik der ECO-Codes ist dieses Abspiel unter den Schlüsseln D58–D59 klassifiziert.
Die Grundstellung der Tartakower-Verteidigung ergibt sich nach den Zügen (siehe auch: Schachnotation):
1. d4 d5 2. c4 e6 3. Sc3 Sf6 4. Lg5 Le7 5. e3 0–0 6. Sf3 h6 7. Lh4 b6
Die frühere Hauptvariante 
8. cxd5 Sxd5 9. Lxe7 Dxe7 10. Sxd5 exd5
fand Ergänzung durch Aufbauten mit 9. Lxf6, z. B. nach:
8. Tc1 Lb7, 8. Le2 Lb7, 8. Ld3 Lb7 und 8. Dc2 Lb7.
Der Bauerntausch auf d5 (mit 8. c4xd5) ist Teil der weißen Strategie, mit der versucht wird, die durch 7. … b6 entstandenen weißfeldrigen Schwächen auszunutzen. Weiß öffnet die c-Linie für seinen Turm und visiert dadurch auch den rückständigen Bauern c7 an. Das Fianchetto des Läufers nach b7 ist mit einem blockierenden Bauern auf d5 nicht optimal. Entwickelt sich aber der Läufer c8 auf die andere Brettseite (nachdem Schwarz mit e6xd5 die Diagonale c8–h3 geöffnet hat), fehlt der Läufer zur Verteidigung des Damenflügels (Felder a6, c6).  
Abwandlungen der Tartakower-Verteidigung können durch
4. Lg5 Le7 5. Sf3 h6 6. Lh4 0–0 7. Tc1 b6
oder
4. Lg5 Le7 5. e3 h6 6. Lh4 0–0 7. Tc1 b6
entstehen.